# Ioan Totu
Ioan Totu (n. 1931, Valea Mare, județul Vâlcea; d. 21 aprilie 1992, București) a fost un demnitar al regimului comunist din România, specializat în macroeconomie. Ioan Totu a fost membru de partid din 1955. A fost viceprim-ministru al Guvernului (1982-1986), ministru al afacerilor externe (1986-1989), președinte al Comitetului de Stat al Planificării (1989). Membru al CC al PCR, membru supleant și ulterior membru al CPEX al PCR. Ioan Totu a fost deputat în Marea Adunare Națională în sesiunile (1980 - 1985) și (1985 - 1989).
După evenimentele din 1989, Ioan Totu a fost arestat, judecat și condamnat la închisoare în cadrul procesului foștilor membri ai CPEx al PCR. În aprilie 1992 s-a sinucis. Ioan Totu a fost căsătorit cu Maria Totu și a fost profesor universitar în cadrul Universității București. 
Este considerat ca fiind un promotor al trecerii la un nivel superior în relația româno-israeliană, fiind singurul ministru de externe al Republicii Socialiste Romania care a efectuat o vizită oficială în Israel, după 1971. De asemenea, Ioan Totu a fost un participant activ în procesul de normalizare al relațiilor între Statul Israel și palestinieni. Apreciat în mod deschis de diplomația israeliană ca fiind reprezentantul unui alt tip de abordare decât cel tradițional - cel reprezentat de Ceaușescu în planul diplomatic și în planul guvernamental și de partid: 
"Dintre toți miniștrii de externe pe care i-am cunoscut în perioada misiunii mele la București (Andrei, Văduva, Totu și Stoian), am avut cea mai buna relație cu Totu. În ciuda reputației sale că ar fi avut o personalitate extrem de puternică, am găsit la el o abordare prietenească față de Israel. De multe ori, răspundea argumentelor mele, fără să recurgă la dogmele ideologice ale lui Ceaușescu. Vizita sa oficială în Israel, în calitate de ministru de externe, l-a ținut aproape de noi și de problemele noastre. Nu a ascuns nimănui bunele impresii pe care i le-au lăsat toate cele văzute și auzite în Israel. [...] În cadrul reuniunilor oficiale, nu-l aplauda pe Ceaușescu cu aceeași insistență cu care o făceau ceilalți. Și cu toate că, în mod formal, l-a susținut pe Ceaușescu, în cadrul instituțiilor de partid, eu nu-mi amintesc să-l fi auzit pe Totu citând din Ceaușescu, în intervențiile sale publice (așa cum făceau colegii săi). Dincolo de opiniile mele personale, cred că sentințele dure impuse liderilor PCR în perioada post-decembristă, au fost o încercare de a demonstra disocierea ierarhiei post-comuniste din România de predecesorii ei. Sinuciderea lui Totu a fost, poate, expresia protestului său împotriva 'malaxorului justiției' regimului post-comunist din România sau, poate, refuzul său de a accepta soarta țării sale, după înlăturarea fostului regim." (Yosef Govrin: "Israeli-Romanian relations at the end of the Ceausescu era: As seen by Israeli's Ambassador to Romania 1985-1989"). 
Apreciat atât în calitate de specialist în domeniul macroeconomic - a condus și coordonat, între altele, timp îndelungat, Institutul Central de Cercetări Economice - cât și ca profesor al Facultății de Drept, cariera politică a lui Totu este puternic marcată de personalitatea sa, Ioan Totu aflându-se, nu de puține ori, în contradicție cu Nicolae Ceaușescu. De altfel, eliberarea din funcția de vice prim-ministru, în 1986, se produce pe fondul divergențelor între Ceaușescu și Totu, acesta din urmă, în calitate de coordonator al instituțiilor financiare din România, fiind un adversar declarat al accelerării ritmului de rambursare a datoriei externe a României, accelerare pe care o considera dăunătoare și greu sustenabilă. Cu această ocazie, Ioan Totu îi solicită lui Nicolae Ceaușescu să-i permită retragerea din Guvern, el urmând să rămână simplu profesor al Facultății de Drept din București. Solicitarea este respinsă, atât de Nicolae cât și de Elena Ceaușescu, care îi și precizează: "O să pleci din Guvern când o să vrem noi, nu când vrei tu!". În acest context, Ioan Totu este numit ministru de externe, funcție pe care o va deține până în noiembrie 1989, când este - din nou - înlocuit. Și de această dată, rațiunile sunt legate tot de divergențele apărute în relația cu Ceaușescu, care-i reproșează lui Totu, în principal, două lucruri: 
- că a semnat, în 1989, în calitate de reprezentant al României, Documentul final al CSCE de la Viena, în ciuda opoziției inițiale a lui Ceaușescu. Pentru semnarea documentului, Totu se folosise de un subterfugiu, convingându-l pe Ceaușescu să transmită un document conținând comentariile Președintelui României la adresa Documentului final al reuniunii, comentarii care n-au fost, însă, inserate în corpul principal al Documentului final și 
- că s-a opus, în discuțiile sale cu Ceaușescu, renunțării în mod unilateral de către România la Clauza națiunii celei mai favorizate în relația cu SUA. 
După 1985, relațiile lui Ceaușescu în special cu 'intelectualii' din conducerea PCR (Ștefan Andrei, Dumitru Popescu, Paul Niculescu-Mizil, Ioan Totu), se deteriorează progresiv, convingerea - cel puțin a celor de mai sus - fiind că Ceaușescu ar trebui înlocuit de la conducerea partidului. În virtutea ideii că pentru a avea succes într-o astfel de încercare, este nevoie de sprijinul instituțiilor de forță (în speță armata și Securitatea), Totu inițiază o discuție cu fostul său coleg de liceu, generalul Iulian Vlad, ajuns - între timp - Șeful Departamentului Securității Statului. Vlad refuză, însă, orice implicare într-un astfel de demers. 
În aceste condiții, 'intelectualii' se reorientează. Ștefan Andrei se aștepta ca Nicu Ceaușescu să preia - provizoriu - conducerea după dispariția lui Nicolae Ceaușescu. Avusese cu Nicu discuții deschise în acest sens: „După discuțiile cu el, i-am atras pe câțiva în această poziție. Printre care pe Ion Traian Ștefănescu, pe Ioan Totu, pe Nicolae Giosan. Și pe alții care vedeam evitarea unei etape Jiang Qing în România" ("I se spunea Machiavelli" - Ștefan Andrei în dialog cu Lavinia Betea - Ed. Adevărul, 2011). 
Ioan Totu a fost condamnat, în primă instanță, la cea mai grea pedeapsă: 5 ani și 6 luni închisoare. Instanța de apel anulează, însă, decizia primei instanțe și achită - cu sentință definitivă - întregul lot al foștilor demnitari comuniști. Procurorul general atacă hotărârea definitivă printr-un recurs în anulare, o cale excepțională de atac, absolut inaplicabilă în acest caz. Totuși, recursul în anulare este admis. 
În timpul procesului Ioan Totu a avut câteva luări de poziție legate de situația sa: 
„De asemenea, în aceeași hotărâre (a primei instanțe, n.n.), a spus Ioan Totu, se motivează pedeapsa stabilită pentru că am manifestat 'asperități de limbaj'. Cine recepționează o asemenea formulare poate să-și închipuie orice, inclusiv încălcarea celor mai elementare norme ale eticii. În realitate, formularea respectivă are la bază o intervenție a mea în care-mi exprimam dorința de a trăi până când voi vedea toți trădătorii de țară judecați după faptele lor. Menționez că n-am nominalizat pe nici unul dintre câți cunosc, pentru că sunt mulți și-mi era teamă că poate omit pe cineva. Dacă unele persoane au făcut alergie, iar o personalitate marcantă a declarat public, înainte de pronunțarea sentinței, că «i-a fiert sângele în el» când a recepționat cele spuse de mine, cred că nu sunt eu vinovat că suferea de hipertensiune. De asemenea, faptul că al doilea judecător a declarat într-un interviu că eu am făcut unele aluzii la puterea executivă care exista atunci, cred că nu poate fi considerat o motivare a sentinței pronunțate, ci o dezvăluire (pentru care îl rog să primească toate mulțumirile mele cordiale) a imixtiunii unor persoane din fostul Executiv în atribuțiile justiției, care în cazul meu a constat în dictarea sentinței (...). Mulți au sperat că prin arestarea, judecarea și condamnarea noastră vor intra în paradis. Realitatea este că numai un număr redus au reușit să aibă această satisfacție (...). Știu că dumneavoastră, onorată instanță, n-aveți nici o vină, așa cum nici noi nu suntem vinovați, în pofida acuzațiilor care ni se aduc. Și noi, și dumneavoastră jucăm într-o piesă al cărei scenariu a fost elaborat de alții. Noi, după gratii, nu mai avem ce face decât să vorbim, dacă suntem întrebați sau dacă ni se dă voie (...). Ceea ce îmi provoacă mari suferințe este nu încheierea vieții mele, ci traumele la care au fost și sunt supuși membrii familiei. Ca ultim cuvânt, îi rog să facă eforturi și să-și aline durerile cu amintirile zecilor de ani petrecuți împreună, în armonie și cu demnitate, cu speranța că poate reunirea noastră va fi cât mai curând.” 
Ca urmare a acestui recurs în anulare, Ioan Totu va fi condamnat, din nou, la cea mai grea pedeapsă, 15 ani și 6 luni închisoare. Moare în împrejurări misterioase, la câteva zile de la această sentință, la 21 aprilie 1992, versiunea oficialităților fiind că s-a sinucis. În volumul V al memoriilor sale - "Cronos autodevorându-se: Reducția celulară", Dumitru Popescu, fost coleg cu Ioan Totu, atât în CPEx cât și în închisoare, nu are niciun fel de rețineri în a afirma că Ioan Totu a fost asasinat fie de KGB, fie din dispoziția KGB-ului. 

## Distincții
- Ordinul „Steaua Republicii Socialiste România” clasa a V-a (16 decembrie 1972) „pentru merite deosebite în opera de construire a socialismului, cu prilejul aniversării a 25 de ani de la proclamarea Republicii”[5]
- Ordinul Muncii clasa a II-a (21 august 1979) „pentru contribuția deosebită adusă la înfăptuirea politicii Partidului Comunist Român de făurire a societății socialiste multilateral dezvoltate în patria noastră, cu prilejul celei de-a 35-a aniversări a revoluției de eliberare socială și națională, antifascistă și antiimperialistă”[6]
- Medalia comemorativă „A 40-a aniversare a revoluției de eliberare socială și națională, antifascistă și antiimperialistă” (20 august 1984) „pentru contribuția deosebită adusă la înfăptuirea politicii Partidului Comunist Român de făurire a societății socialiste multilateral dezvoltate în patria noastră, cu prilejul celei de-a 40-a aniversări a revoluției de eliberare socială și națională, antifascistă și antiimperialistă”[7]